# Abdulla Musa
Abdulla Musa Mohammed Ahmed Ismail Al-Bluszi (ur. 23 lutego 1987) – emiracki piłkarz występujący na pozycji obrońcy w drużynie Al-Jazira.

## Kariera piłkarska
Abdulla Musa jest wychowankiem klubu Al-Ain. Sezon 2007/2008 spędził w barwach zespołu Al-Nassr Dubaj. Od 2008 gra w drużynie Al-Jazira.
Zawodnik w 2008 zadebiutował w reprezentacji Zjednoczonych Emiratów Arabskich. W 2011 został powołany do kadry na Puchar Azji rozgrywany w Katarze. Jego drużyna zajęła ostatnie miejsce w grupie i nie awansowała do dalszej fazy.